# Gornja Višnjica
Gornja Višnjica falu Horvátországban Varasd megyében. Közigazgatásilag Lepoglavához tartozik.

## Fekvése
Varasdtól 26 km-re nyugatra, községközpontjától 10 km-re északra a Ravna gora északi lábánál fekszik.

## Története
A régészeti leletek tanúsága szerint területén már mintegy 80000 évvel ezelőtt, a kőkorszakban is éltek emberek. Ezt igazolják az itt talált kő- és csonteszközök, cserépmaradványok. A fém használati tárgyak tanúsítják, hogy a terület a bronzkorban, majd a vaskorban is folyamatosan lakott volt. Mintegy 5000 éve a rézkor és a korai bronzkor idején a Retz-Gajary kultúra virágzott itt, melynek egyedülállóan gazdagon díszített finoman megmunkált kerámiái nagy számban kerültek elő a környéken. 
Gornja Višnjica első írásos említése 1417-ben a zágrábi püspökség oklevelében történt, melyben nevét a trakostyáni uradalomhoz tartozó falvak között sorolják fel. Ezt követően 1483-ban a zágrábi káptalan tizedjegyzékében szerepel. 1456-ig a család kihalásáig, a Cilleiek birtoka. Ezután Vitovec János horvát báné, majd Corvin Jánosé lett, aki Gyulay Jánosnak adta. A Gyulayak három nemzedéken át birtokolták, de 1566-ban kihaltak és a birtok a császárra szállt. I. Miksa császár szolgálataiért Draskovich György horvát bánnak adományozta. A Draskovichok a birtokot ezután még 370 évig megtartották. Az 1598-as összeírás szerint "Inferiro Wysnicza", azaz a mai Gornja Višnjica 5 adózó háztartással rendelkezett. A falunak 1857-ben 252, 1910-ben 383 lakosa volt. A trianoni békeszerződésig Varasd vármegye Ivaneci járáshoz tartozott. 2001-ben 88 háza és 320 lakosa volt. 

## Külső hivatkozások
- Lepoglava város hivatalos oldala
- Lepoglava turisztikai egyesületének honlapja
- Višnjica honlapja